# Moto Guzzi V-Serie

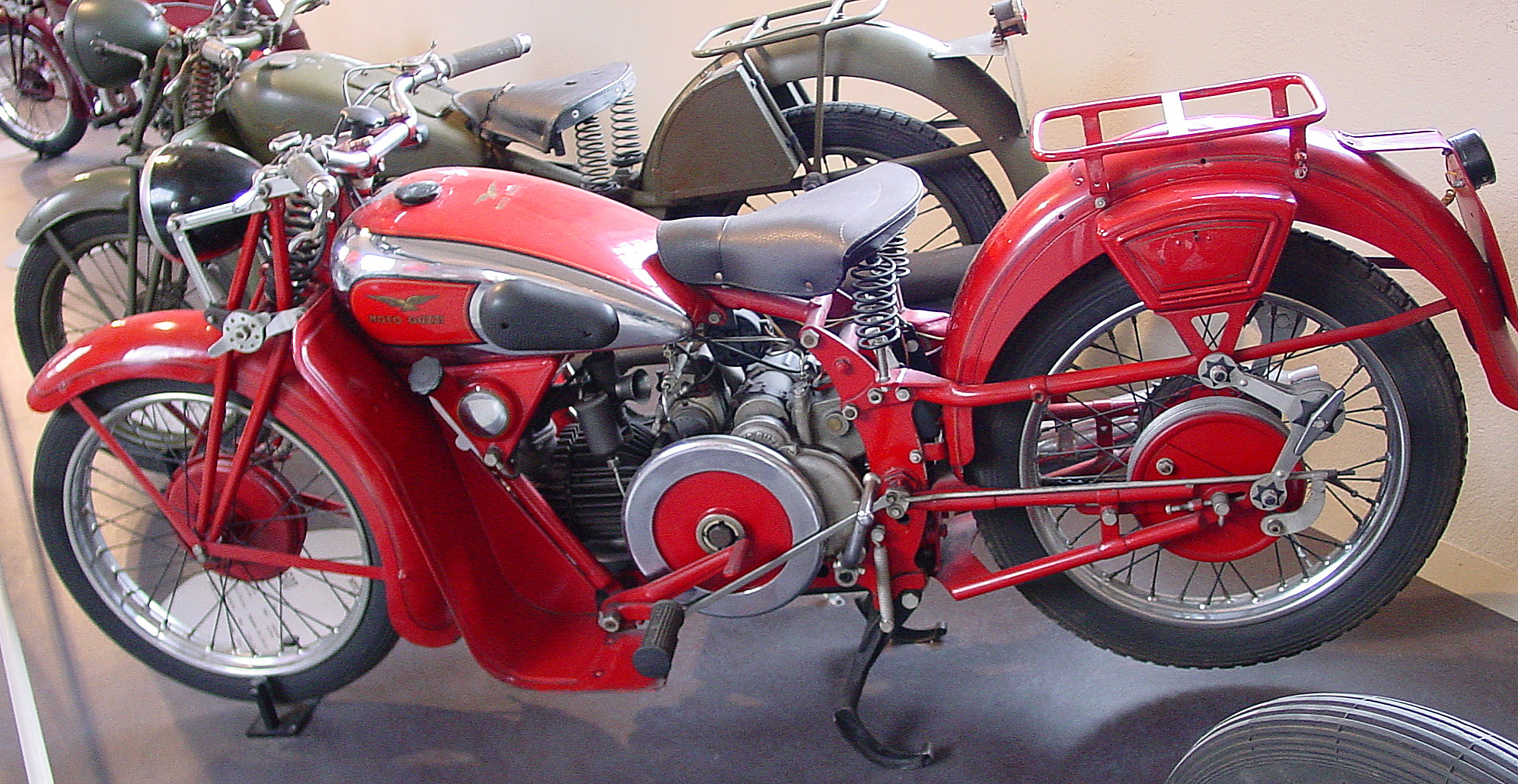
Moto Guzzi G.T.W. (1934)

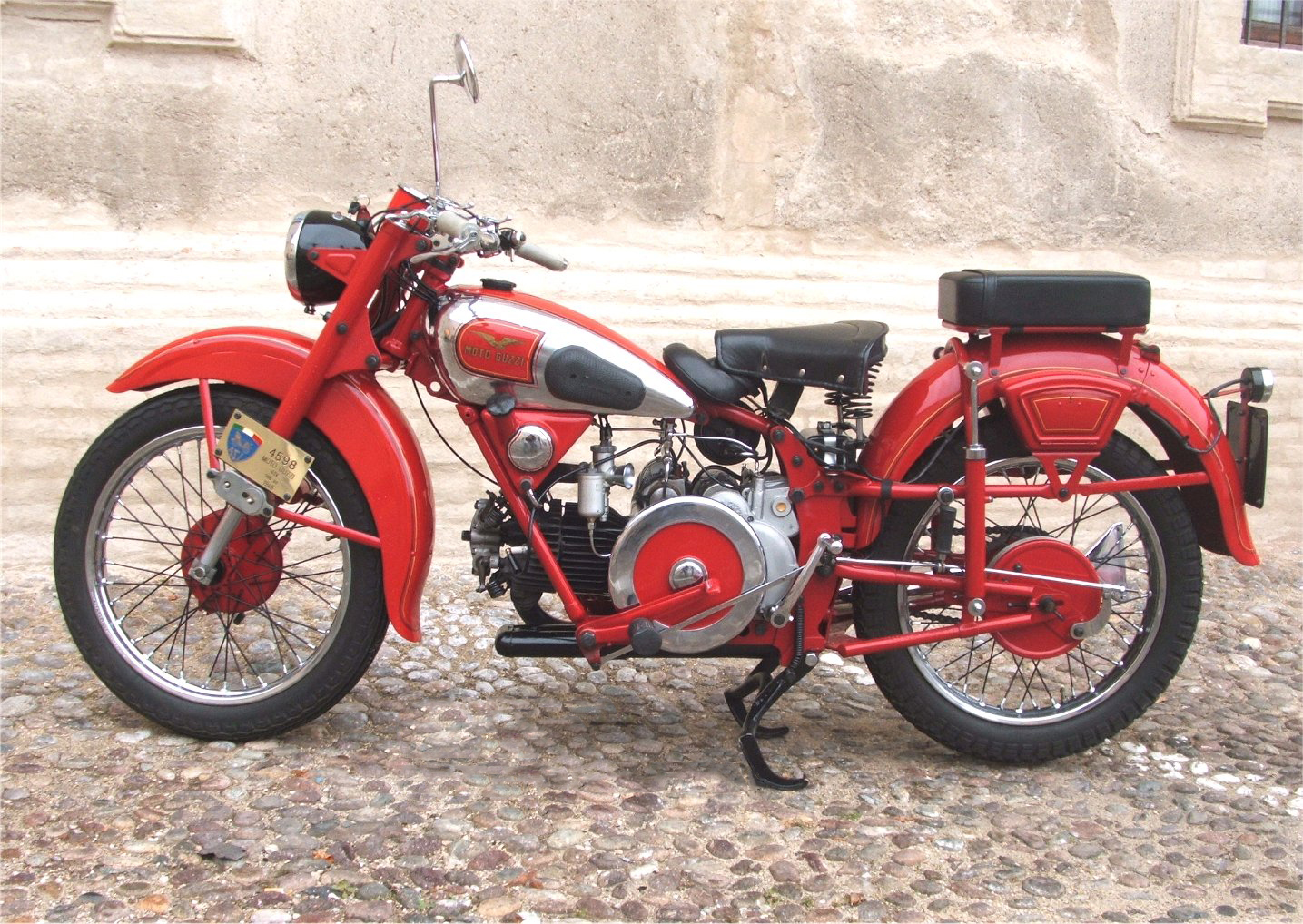
Moto Guzzi G.T.V. (1948)

Die Moto Guzzi V-Serie ist eine Serie von Motorrädern, die Moto Guzzi von 1934 bis 1948 herstellte.

## Geschichte
Zum Jahresende 1933 erschienen die Modelle V und W als Alternativen zur Sport 15. Sie hatten anstatt der gegengesteuerten Motoren solche mit V-förmig im Zylinderkopf sitzenden Ein- und Auslassventilen. Während das Modell V 18,9 PS entwickelte, war das ansonsten gleiche Modell W mit 22 PS stärker motorisiert.
1934 erschienen die hinterradgefederten Pendants G.T.V. und G.T.W., die das gegensteuerte Modell G.T. 16 mit Hinterradfederung ersetzten. 1937 kam das abermals leistungsgesteigerte Modell G.T.C., ebenfalls mit Hinterradfederung, heraus, dessen Motor 26 PS abgab. Dieses Modell wurde bereits 1939 wieder aufgegeben.
1940 wurde mit Fortschreiten des Krieges die Fertigung der zivilen Motorräder eingestellt und erst 1945 wieder aufgenommen. Ende 1947 erschienen die G.T.V. und die G.T.W. mit Teleskopgabeln anstatt Parallelogrammgabeln. Die G.T.W. wurde bis 1948 gebaut, die G.T.V. noch bis 1949. Dann ersetzte die neue Astore Letztere.

## Technik
Motor und Antrieb
Die V-Serie hat einen fahrtwindgekühlten Einzylinder-Viertaktmotor mit liegendem Zylinder. Auf dem linken Stumpf der zweifach gelagerten Kurbelwelle sitzt ein glattflächiges Schwungrad, das außerhalb des Gehäuses läuft. Ein dahinter angebrachtes Stirnrad treibt den Korb der auf der Getriebeeingangswelle montierten Mehrscheiben-Ölbadkupplung an. Ein schrägverzahntes Vierganggetriebe ist mit einem Hebel rechts am Tank zu schalten. Das Hinterrad wird vom Getriebe durch eine Kette angetrieben.
Die beiden hängenden Ventile sind über Stoßstangen und Kipphebel von der unten liegenden Nockenwelle angesteuert. Zum Abstellen des Motors werden die Stoßstangen über einen Ventilausheber nach vorn gedrückt, sodass beide Ventile öffnen. Ein Magnetzünder wird über ein Stirnradgetriebe auf der rechten Motorseite angetrieben. Der Zündzeitpunkt wird von Hand verstellt.
Die Gemischaufbereitung übernimmt ein Flachstromvergaser mit Rundschieber, beim Modell G.T.C. mit 28,5 mm Durchlass und ohne Luftfilter. Das Auspuffrohr ist verchromt. Es wird an der linken Maschinenseite nach hinten gezogen und endet in einem Schalldämpfer in Zigarrenform. Die G.T.C. hat einen nach oben gezogenen Auspuff, der in zwei übereinanderliegenden, brünierten Schalldämpfern in Zigarrenform endet.
Rahmen und Fahrwerk
Die V-Serie hat einen Doppelschleifen-Stahlrohrrahmen. Anders als die Modelle V und W mit starrer Hinterradaufhängung haben die Rahmen der anderen Modelle einen Heckausleger und eine Hinterradschwinge mit Cantileverfederung, deren einstellbare Reibungsstoßdämpfer sich am Heckausleger abstützen. Das Vorderrad wird bei den Modellen bis 1947 in einer Parallelogrammgabel mit Tonnenfeder geführt. Bei den späteren Modellen ist es stattdessen eine Upside-Down-Gabel.
Tanks
Der Benzintank fasst 12 Liter, der darunterliegende Öltank 2,5 Liter. Der Öltank ist durch verchromte Kupferleitungen mit dem Zylinderkopf und der Ölpumpe im Trockensumpf des Motors verbunden.
Räder und Bremsen
Die Modelle der V-Serie haben vorn und hinten 19-Zoll-Drahtspeichenräder, das Vorderrad der G.T.C. hat abweichend davon 20 Zoll. In beide sind Halbnaben-Trommelbremsen eingebaut. Die hintere Bremse wird über einen Fußhebel an der linken Motorseite und ein Gestänge betätigt, wobei dies mit dem Hacken geschieht. Die Vorderradbremse wird mit einem Handhebel am Lenker und einem Seilzug betätigt. 
Werkstoffe
Das Motor-/Getriebegehäuse ist aus Leichtmetallguss, Zylinder und Zylinderkopf aus Grauguss. Rahmen, Hinterradschwinge, Vorderradgabel, Tanks und Schutzbleche sind aus Stahlblech.
Lackierung, Oberflächenbehandlung und Embleme
Die Stahlblechteile sind in Rot lackiert. Die Tanks sind verchromt und teillackiert. Tanks und Schutzbleche haben eine goldfarbene Linierung. An den Tankseiten der Maschinen finden sich goldfarbene Moto-Guzzi-Embleme als Abziehbilder. Die Graugussteile des Motors sind brüniert.

## Technische Daten im Vergleich
|                       | V / G.T.V.                                                                                   | W / G.T.W.                                                                                   | G.T.C.                                                                                       |
| --------------------- | -------------------------------------------------------------------------------------------- | -------------------------------------------------------------------------------------------- | -------------------------------------------------------------------------------------------- |
| Baujahre              | 1933–1949                                                                                    | 1933–1948                                                                                    | 1937–1939                                                                                    |
| Motor                 | fahrtwindgekühlter Einzylinder-Viertaktmotor, Kickstarter                                    | fahrtwindgekühlter Einzylinder-Viertaktmotor, Kickstarter                                    | fahrtwindgekühlter Einzylinder-Viertaktmotor, Kickstarter                                    |
| Ventilsteuerung       | OHV-Ventilsteuerung, über Stoßstange und Kipphebel von unten liegender Nockenwelle gesteuert | OHV-Ventilsteuerung, über Stoßstange und Kipphebel von unten liegender Nockenwelle gesteuert | OHV-Ventilsteuerung, über Stoßstange und Kipphebel von unten liegender Nockenwelle gesteuert |
| Bohrung × Hub         | 88 × 82 mm                                                                                   | 88 × 82 mm                                                                                   | 88 × 82 mm                                                                                   |
| Hubraum               | 498,4 cm³                                                                                    | 498,4 cm³                                                                                    | 498,4 cm³                                                                                    |
| Verdichtung           | 5,5 : 1                                                                                      | 5,5 : 1                                                                                      | 5,5 : 1                                                                                      |
| Nennleistung          | 18,9 PS (13,9 kW) bei 4300/min                                                               | 22 PS (16,2 kW) bei 4300/min                                                                 | 26 PS (19,1 kW) bei 5000/min                                                                 |
| Gemischaufbereitung   | Flachstromvergaser mit Rundschieber                                                          | Flachstromvergaser mit Rundschieber                                                          | Flachstromvergaser mit Rundschieber, 28,5 mm Ansaugdurchmesser                               |
| Motorschmierung       | Trockensumpfschmierung                                                                       | Trockensumpfschmierung                                                                       | Trockensumpfschmierung                                                                       |
| Zündung               | Magnetzündung                                                                                | Magnetzündung                                                                                | Magnetzündung                                                                                |
| Kupplung              | Mehrscheibenkupplung im Ölbad                                                                | Mehrscheibenkupplung im Ölbad                                                                | Mehrscheibenkupplung im Ölbad                                                                |
| Getriebe              | 4-Gang-Getriebe                                                                              | 4-Gang-Getriebe                                                                              | 4-Gang-Getriebe                                                                              |
| Endantrieb            | Kette                                                                                        | Kette                                                                                        | Kette                                                                                        |
| Rahmen                | Doppelschleifen-Rohrrahmen                                                                   | Doppelschleifen-Rohrrahmen                                                                   | Doppelschleifen-Rohrrahmen                                                                   |
| Radstand              | 1400 mm                                                                                      | 1400 mm                                                                                      | 1400 mm                                                                                      |
| Radaufhängung vorn    | bis 1947: Parallelogrammgabel mit Tonnenfeder, spätere Modelle: Upside-down-Teleskopgabel    | bis 1947: Parallelogrammgabel mit Tonnenfeder, spätere Modelle: Upside-down-Teleskopgabel    | Parallelogrammgabel mit Tonnenfeder                                                          |
| Radaufhängung hinten  | Modelljahr 1933: Starrrahmen, ab 1934: Langschwinge mit Cantileverfederung                   | Modelljahr 1933: Starrrahmen, ab 1934: Langschwinge mit Cantileverfederung                   | Langschwinge mit Cantileverfederung                                                          |
| Bereifung vorn        | 3,25″ × 19″                                                                                  | 3,25″ × 19″                                                                                  | 3,00″ × 20″                                                                                  |
| Bereifung hinten      | 3,50″ × 19″                                                                                  | 3,50″ × 19″                                                                                  | 3,50″ × 19″                                                                                  |
| Bremse vorn           | Halbnaben-Trommelbremse, handbetätigt                                                        | Halbnaben-Trommelbremse, handbetätigt                                                        | Halbnaben-Trommelbremse, handbetätigt                                                        |
| Bremse hinten         | Halbnaben-Trommelbremse, fußbetätigt                                                         | Halbnaben-Trommelbremse, fußbetätigt                                                         | Halbnaben-Trommelbremse, fußbetätigt                                                         |
| Leergewicht           | 160–180 kg                                                                                   | 160–180 kg                                                                                   | 160 kg                                                                                       |
| Höchstgeschwindigkeit | 120 km/h                                                                                     | 130 km/h                                                                                     | 150 km/h                                                                                     |
| Kraftstoffverbrauch   | ca. 4,5 l / 100 km                                                                           | ?                                                                                            | ?                                                                                            |

Quelle: 